# Новіна-Пшенславиці
Новіна-Пшенславиці (пол. Nowina-Przęsławice) — село в Польщі, у гміні Пневи Груєцького повіту Мазовецького воєводства.
Населення — 30 осіб (2011).
У 1975-1998 роках село належало до Радомського воєводства.

## Демографія
Демографічна структура станом на 31 березня 2011 року:
|          | Загалом | Допрацездатний вік | Працездатний вік | Постпрацездатний вік |
| -------- | ------- | ------------------ | ---------------- | -------------------- |
| Чоловіки | 19      | 2                  | 11               | 6                    |
| Жінки    | 11      | 2                  | 4                | 5                    |
| Разом    | 30      | 4                  | 15               | 11                   |